# Araneus borealis
Araneus borealis là một loài nhện trong họ Araneidae.
Loài này thuộc chi Araneus. Araneus borealis được miêu tả năm 2001 bởi Tanikawa.